# Armes de destruction massive en Libye
La Libye a poursuivi des programmes visant à développer ou à acquérir des armes de destruction massive depuis le moment où Mouammar Kadhafi a pris le contrôle de la Libye en 1969 jusqu'à ce qu'il annonce le 19 décembre 2003 que la Libye éliminerait volontairement tous les matériaux, équipements et programmes qui pourraient conduire à des armes internationalement interdites. Cela comprend les armes de destruction massive (armes nucléaires, chimiques et biologiques) et les missiles balistiques à longue portée,,.
La Libye sous le roi Idris signe le Traité de non-prolifération nucléaire (TNP) en 1968 et Kadhafi le ratifie en 1975 et conclut un accord de garanties avec l'Agence internationale de l'énergie atomique (AIEA) en 1980. Les États-Unis et le Royaume-Uni aident la Libye à retirer l'équipement et les matières de son programme d'armes nucléaires, avec une vérification indépendante effectuée par l'AIEA.
En 1982, la Libye ratifie la Convention sur l'interdiction des armes biologiques.
En 2004, la Libye adhère à la Convention sur l'interdiction des armes chimiques, et déclare 24,7 tonnes métriques de gaz moutarde, 1 390 tonnes de précurseurs chimiques pour la fabrication du sarin, ainsi que 3 563 munitions d'armes chimiques déchargées (bombes aériennes),. L'OIAC fixe à janvier 2014 la date limite pour la destruction complète des armes chimiques de la Libye. La Libye commence à détruire ses stocks de produits chimiques et ses munitions plus tard en 2004, mais manque les délais pour convertir une installation de production d'armes chimiques à un usage pacifique et pour détruire son stock d'agent moutarde. En octobre 2014, la Libye demande une aide étrangère pour transporter son stock de 850 tonnes de précurseurs chimiques destinés à fabriquer du gaz neurotoxique hors de Libye en vue de sa destruction. En février 2015, des sources militaires libyennes déclarent aux médias que des hommes armés non identifiés avaient capturé de grandes quantités d’armes chimiques libyennes, notamment du gaz moutarde et du sarin,. La destruction des précurseurs d'armes chimiques de la Libye s'achève en novembre 2017.

## Programme nucléaire
Le roi Idris de Libye signe le Traité de non-prolifération (TNP) en juillet 1968. En 1969, Mouammar Kadhafi prend le contrôle de la Libye et a l'ambition d'acquérir des armes nucléaires. Avant le retour en arrière (en) de son programme nucléaire clandestin à partir de la fin de 2003, la Libye possède un programme d'armes nucléaires, prétendument pour contrer le programme nucléaire secret israélien (en). Kadhafi ratifie le TNP en 1975 et conclut l'accord de garanties avec l'AIEA en 1980. En 1981, l'Union soviétique achève un réacteur de recherche de 10 MW à Tadjourah. La Libye achète plus de 2 000 tonnes d'uranium légèrement traité au Niger.
Au cours des années 80, Kadhafi utiliserait des réseaux de prolifération nucléaire illicites et diverses sources du marché noir, dont l'ingénieur nucléaire suisse Friedrich Tinner (en), pour commencer à développer des armes nucléaires. L'AIEA indique qu'en juillet 1995, la Libye prend "la décision stratégique de redynamiser ses activités nucléaires, notamment l'enrichissement d'uranium par centrifugation gazeuse", qui peut enrichir l'uranium en vue de son utilisation dans les réacteurs nucléaires ainsi que pour les matières fissiles dans les armes nucléaires. Cependant, au moment où son programme nucléaire est annulé par Kadhafi (avec l'aide des États-Unis et de l'AIEA), le programme nucléaire de la Libye reste à un stade initial de développement très précoce.

### Assistance étrangères
La plus célèbre incursion d'achat d'armes nucléaires de Kadhafi remonte à 1970, lorsque les dirigeants libyens effectuent une visite d'État en Chine. Kadhafi et son Premier ministre Abdessalam Jalloud tentent en vain de convaincre la Chine de vendre des armes nucléaires tactiques à la Libye. Lors d'une réunion bilatérale avec le Premier ministre chinois Zhou Enlai, Kadhafi tente en vain de convaincre Zhou de lui vendre une bombe nucléaire. La justification de Kadhafi pour rechercher des armes nucléaires est son inquiétude quant à la capacité nucléaire israélienne (en), le poussant à exprimer publiquement son désir d'obtenir des armes nucléaires.
Après avoir été invité par le Premier ministre Zulfikar Ali Bhutto à assister à la 2e conférence de l'OCI (OCI) à Lahore, la Libye négocie et est déléguée pour participer à son programme nucléaire, le Projet-706 (en), en 1974. En 1977, des techniciens libyens partent pour le Pakistan, mais au moment où les Libyens rejoignent le programme, la loi martiale entre en vigueur contre Bhutto pour mettre fin à l'impasse politique. Avant que le projet de bombe A du Pakistan n'aboutisse, la Libye est retirée de l'équation car le nouveau président, le général Zia-ul-Haq, se méfie et déteste fortement Kadhafi. Immédiatement, les Libyens sont invités à quitter le pays, les services de renseignement libyens tentent alors d'infiltrer les instituts de recherche pakistanais, mais ces tentatives sont contrecarrées par l'ISI qui intercepte et arrête ces agents libyens. Les enquêteurs découvrent que les conceptions d'armes nucléaires obtenues par la Libye via un réseau de contrebande pakistanais proviennent de Chine,.
Avec des relations rompues avec le Pakistan, Kadhafi normalise ses relations avec l'Inde en 1978 et parvient à une entente mutuelle avec l'Inde pour la coopération nucléaire civile, dans le cadre du programme indien Atoms for Peace. Avec la visite du Premier ministre indien Indira Gandhi en Libye en 1984, un pacte sur l'énergie nucléaire est signé par la Libye et l'Inde, sans pour autant savoir combien d'interaction et de coopération ont lieu,. Tout au long des années 80, les efforts libyens continuent de pousser pour l'acquisition d'armes nucléaires de diverses sources. Dans une persuasion ingénieuse de l'enrichissement de l'uranium en 1978, la Libye fait un effort pour accéder au minerai d'uranium, aux installations de conversion de l'uranium et aux techniques d'enrichissement qui, ensemble, permettraient à la Libye de produire de l'uranium de qualité militaire. L'approche échoue en 1979 et, en 1980, la Libye décide de suivre une voie à base de plutonium vers les armes nucléaires. La Libye a importe 1 200 tonnes de concentré de minerai d'uranium des mines sous contrôle français au Niger sans le déclarer à l'AIEA, comme l'exige son accord de garanties. En 1982, la Libye tente de conclure un accord avec la Belgique pour l'achat d'une petite usine de fabrication d'UF4. À l'époque, la Libye n'a aucune installation nucléaire déclarée nécessitant de l'UF4, et l'achat est refusé.
En 1980, la Libye commence à construire son infrastructure nucléaire à partir de diverses sources nucléaires du marché noir. Les centrifugeuses et l'expertise sont fournies par Friedrich Tinner (en), un ressortissant suisse. Les travaux de Tinner sur les centrifugeuses ont lieu au TNRF dans le but de produire des centrifugeuses à gaz pour l'enrichissement de l'uranium. À la fin des années 80, des contraintes financières et des sanctions économiques sont imposées par les États-Unis, entravant davantage le programme nucléaire. Les travaux sont achevés par Tinner en 1992, mais la Libye reste incapable de produire une centrifugeuse opérationnelle. Après la fin de la guerre froide, Kadhafi persuade le président américain Bill Clinton de lever les sanctions en autorisant le désarmement (en) de son programme nucléaire.
En 1995, Kadhafi renouvelle ses appels en faveur des armes nucléaires et explore de nouvelles voies d’achat de technologie nucléaire, malgré le TNP. En 1997, la Libye reçoit une documentation technique et du matériel pour les centrifugeuses à gaz de diverses sources, car la Libye prend la décision stratégique de relancer le programme. Le pays utilise un grand nombre de réseaux de marché noir pour acquérir 20 centrifugeuses pré-assemblées et les composants pour 200 centrifugeuses supplémentaires et des pièces connexes auprès de fournisseurs étrangers. Les rotors pré-assemblés pour centrifugeuses sont utilisés pour installer une seule centrifugeuse complète sur le site d'Al Hashan, qui est testée avec succès pour la première fois en octobre 2000.
En 2000, la Libye accélère ses efforts, toujours dirigée par Tinner. La Libye reçoit de nombreux documents sur la conception et le fonctionnement des centrifugeuses, mais le programme subit de nombreux revers dans l'évaluation de ces conceptions car elles sont trop difficiles à interpréter et à mettre en service. La Libye déclare finalement aux enquêteurs de l'AIEA qu'elle ne dispose pas de personnel national compétent pour évaluer ces conceptions et qu'en raison de son extrême difficulté, la Libye devrait demander de l'aide au fournisseur si elle décidait de se doter d'une arme nucléaire.

#### Union Soviétique
En 1979, la Libye poursuit une coopération nucléaire pacifique avec l'Union soviétique, sous les garanties de l'AIEA. En 1981, l'Union soviétique accepte de construire un réacteur de recherche de 10 MW à Tadjourah. Le programme nucléaire libyen souffre à plusieurs reprises de la mauvaise gestion et de la perte de la génération universitaire. L'installation de Tajura est dirigée par des experts soviétiques et dotée d'un petit nombre de spécialistes et de techniciens libyens inexpérimentés. Connue sous le nom de Centre de recherche nucléaire de Tajura (TNRF), la Libye y mène des expériences illégales de conversion d'uranium. Un État doté d'armes nucléaires non identifié, dont le nom est tenu secret par l'AIEA, aiderait également la Libye dans ces expériences. L'expert nucléaire David Albright de l'Institut pour la science et la sécurité internationale (en) déclare que l'Union soviétique et la Chine sont les suspects les plus probables.
En 1984, la Libye négocie avec l'Union soviétique la fourniture de centrales nucléaires, mais sa technologie obsolète mécontente le colonel Kadhafi qui négocié alors avec la Belgique, mais les pourparlers échouent. En 1984, la Libye négocie avec le Japon une installation pilote de conversion d'uranium. Une société japonaise fournit la technologie à la Libye, et la vente est apparemment organisée directement avec les Japonais au lieu de passer par des intermédiaires.
En 1991, la Libye tente d'exploiter le chaos généré par l'effondrement de l'Union soviétique pour accéder à la technologie, à l'expertise et aux matériaux nucléaires. En 1992, un fonctionnaire de l'Institut Kurchatov de Moscou rapporte que la Libye avait tenté en vain de recruter deux de ses collègues pour travailler au Centre de recherche nucléaire de Tajoura en Libye. D'autres rapports suggèrent également que des scientifiques russes ont été embauchés pour travailler sur un programme nucléaire libyen secret. En mars 1998, la Russie et la Libye signent un contrat avec le consortium russe Atomenergoeksport pour une révision partielle du centre de recherche nucléaire de Tajoura.

### Démantèlement
Le diplomate de l'administration Clinton, Martin Indyk (en), soutient que les négociations et les efforts diplomatiques visant à faire reculer le programme nucléaire libyen ont commencé dès que Bill Clinton avait pris la présidence dans les années 1990.

## Armes chimiques
La Libye sous Kadhafi maintient activement un programme d'armes chimiques, qui est officiellement déclassé dans les années 2000 et au début des années 2010, alors que Kadhafi cherche à normaliser ses relations avec le monde occidental. La Libye adhère à la Convention sur les armes chimiques avec effet le 5 février 2004, et déclare 24,7 tonnes de gaz moutarde, 1 390 tonnes de précurseurs chimiques pour la fabrication du sarin, ainsi que 3 563 munitions d'armes chimiques déchargées (bombes aériennes),.
L'Organisation pour l'interdiction des armes chimiques (OIAC) supervise la destruction des caches d'armes chimiques de la Libye jusqu'en février 2011, lorsqu'elle est contrainte de suspendre ses opérations en raison du soulèvement contre Kadhafi et de la détérioration de la stabilité du pays qui en résulte. À ce moment-là, la Libye a détruit 40% de ses matériaux précurseurs et 55% de son gaz moutarde, ainsi que 3 500 munitions d'armes chimiques. Début septembre 2011, le directeur général de l'OIAC, Ahmet Üzümcü, déclare que les informations qu'il a reçues indiquent que les armes restantes sont sécurisées et ne sont pas tombées entre les mains de groupes militants. Un stock de gaz moutarde, que le régime aurait peut-être tenté de cacher aux inspecteurs de l'OACI chargés du démantèlement du programme d'armes chimiques, aurait été découvert dans le district de Jufra par des combattants anti-Kadhafi moins de deux semaines plus tard. À la fin du mois de septembre, le Wall Street Journal rapporte qu'un important complexe de munitions, comprenant des obus d'artillerie capables de contenir des armes chimiques, serait non gardé et ouvert au pillage. En décembre 2012, un haut responsable du renseignement espagnol déclare qu'Al-Qaïda au Maghreb islamique "possède probablement aussi des armes non conventionnelles, essentiellement chimiques, en raison de la perte de contrôle des arsenaux", la Libye étant la source la plus probable.
Le Conseil national de transition de la Libye coopère avec l'OIAC pour la destruction des armes chimiques restantes. Après avoir évalué les stocks de produits chimiques, l'OIAC fixe une date limite pour la destruction des armes par le gouvernement libyen. En septembre 2013, 1,6 tonne d'agent vésicant moutarde chargé dans des obus d'artillerie, 2,5 tonnes d'agent moutarde congelé et 846 tonnes d'ingrédients d'armes chimiques restent à détruire.
Selon le New York Times, en février 2014, les restes des armes chimiques de la Libye ont été discrètement détruits par les États-Unis et la Libye, en utilisant une technologie de four transportable pour détruire des centaines de bombes et d'obus d'artillerie remplis d'un agent de moutarde mortel,.
En septembre 2014, l'OIAC déclare que la Libye dispose encore d'environ 850 tonnes de produits chimiques industriels pouvant être utilisés pour fabriquer des armes chimiques. En octobre 2014, la Libye demande une aide étrangère pour transporter ce stock de matières premières destinées à la fabrication de gaz neurotoxique hors de Libye en vue de sa destruction. Le 5 février 2015, le Ministre libyen des affaires étrangères et le Directeur général de l'OIAC conviennent de la nécessité d'achever la destruction des précurseurs chimiques restants.
Le 21 février 2015, Asharq Al-Awsat rapporte qu’un responsable anonyme de l’armée libyenne déclare que des extrémistes avaient saisi de grandes quantités d’armes chimiques de Kadhafi à plusieurs endroits. Le responsable avertit que les caches ciblées contenaient du gaz moutarde et du sarin,,. Le North Africa Post rapporte plus tard que des armes chimiques ont été volées par des hommes armés qui ont pris d'assaut l'usine chimique du district de Jufra où les armes étaient stockées. Des sources militaires auraient déclaré que parmi les armes chimiques figurent le gaz moutarde et le sarin. Le 31 août 2016, le dernier stock d'ingrédients pour armes chimiques dans le pays est transféré en Allemagne pour éviter qu'il ne tombe entre les mains de militants. La destruction des précurseurs d'armes chimiques de la Libye s'achève en novembre 2017.

## Missiles balistiques

Portées des Rodong-1, Taepodong-1 et Taepodong-2

Les forces de l'armée libyenne fidèles à Kadhafi auraient tiré plusieurs missiles sol-sol Scud-B sur des zones en révolte contre le régime, notamment Misrata et Ajdabiya, pendant la guerre civile libyenne, mais les missiles ont raté leurs cibles,,. Plusieurs autres Scuds, avec des lanceurs, ont été trouvés par des combattants anti-Kadhafi près de Tripoli et Syrte,.